# Batalla de Morlautern
La batalla de Morlautern o de Kaiserslautern va tenir lloc entre el 28 de novembre i el 30 de novembre de 1793 durant les guerres de la Primera Coalició a Morlautern. L'exèrcit de Mosel·la, comandat pel general Lazare Hoche, va ser vençut per l'exèrcit prussià de Carles Guillem de Brunsvic.

## Context
Havent fracassat en la presa del fort de Bitche, Carles Guillem de Brunsvic va decidir retirar-se als Vosges juntament amb el seu exèrcit prussià i saxó. Les condicions meteorològiques no eren favorables, nevava molt i el fang feia els camins inaccessibles. Lazare Hoche es va llençar a la persecució dels prussians amb el fi de derrotar-los i prendre Landau on estava empresonat el General Coustine, però degut a la poca experiència del seu exèrcit i d'ell, i al poc coneixement de la zona, els francesos van perdre molt temps buscant a l'enemic. El general d'Hoche va decidir dividir les tropes en tres columnes per localitzar-los més fàcilment. El Duc de Brunswic aprofità aquest temps per escollir acuradament l'escenari de la batalla; Kaiserslautern era un lloc ben protegit per les ribes pantanoses del Lauter.

## Batalla

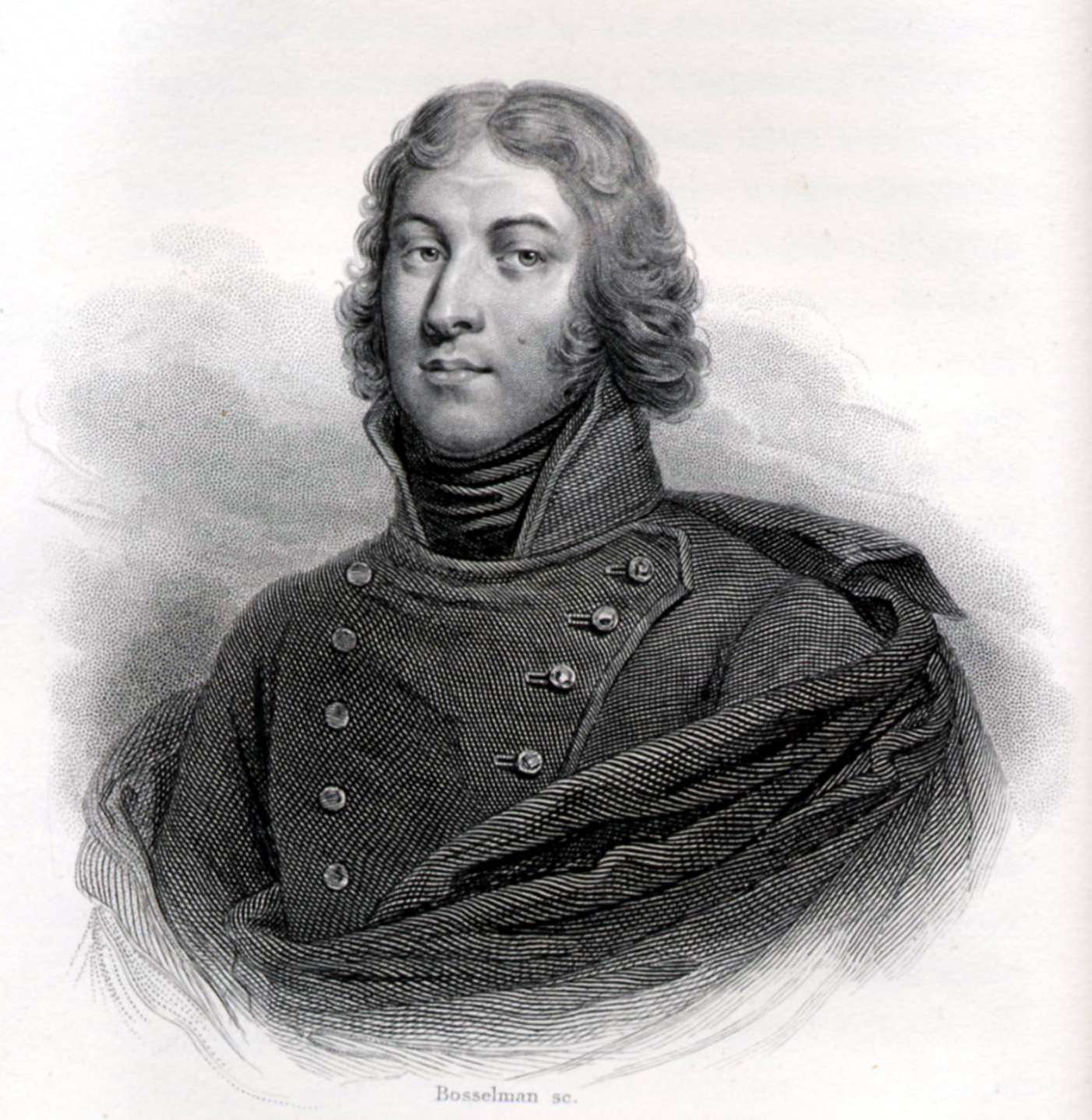
Lazare Hoche

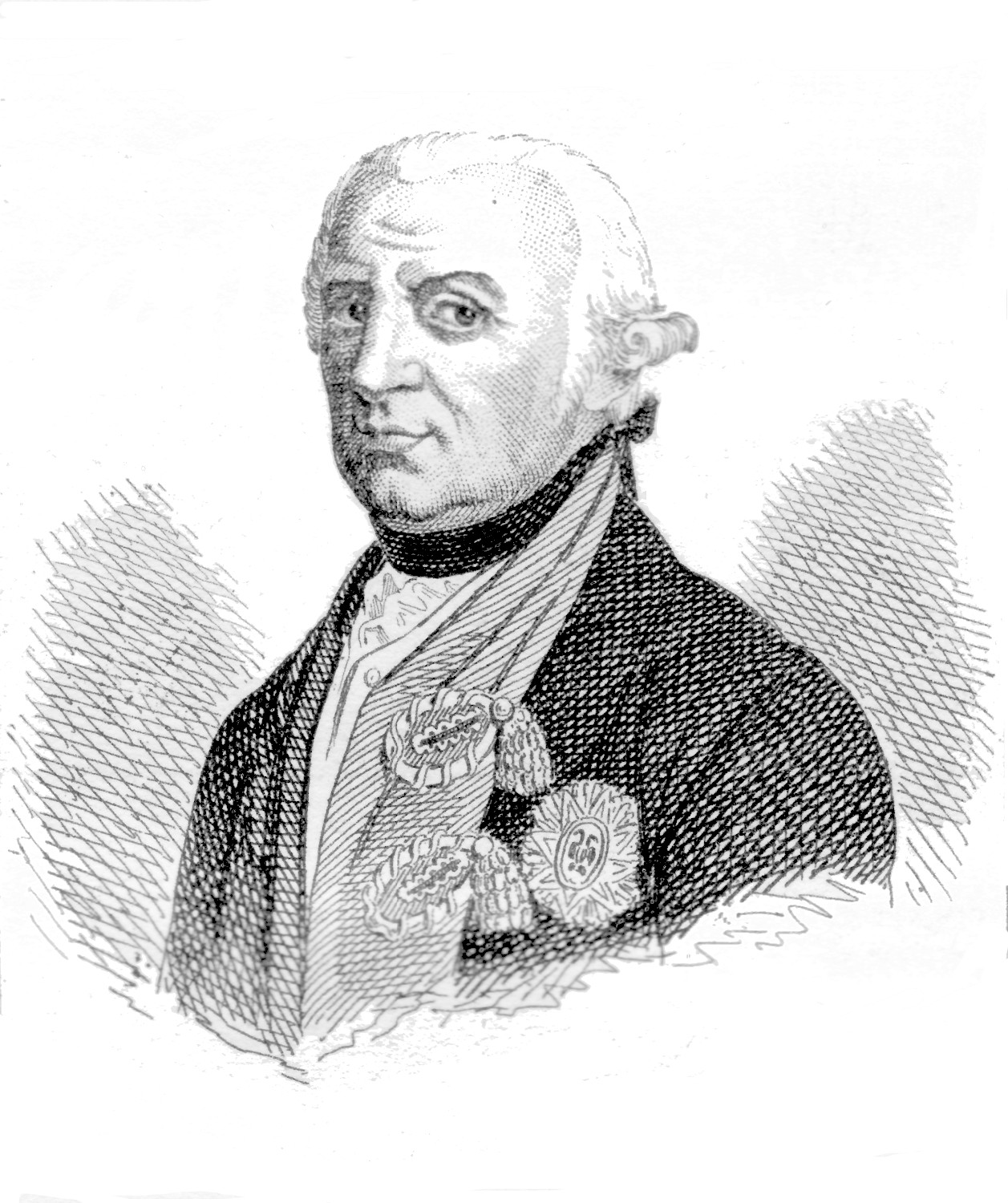
Carles Guillem de Brunsvic

### Primer dia
El 28 de novembre, l'exèrcit francès s'avança dividit en tres columnes. La columna de la dreta és comandada per Alexandre Camille Taponier, la de l'esquerra per Jean-Jacques Ambert. Hoche marxa pel centre, però els camins que agafa tenen unes condicions dolentes, i perd molt temps.
La columna de Taponier és la que es troba primer amb els prussians i sembla que de moment, la victòria es decanta pels francesos. Però la d'Ambert ha tingut baixes en creuar el Lauter i es troba, amb tot just 6.000 homes, de cara amb la columna prussiana de Friedrich Adolf von Kalckreuth, molt superior en nombre. Amenaçats per veure's totalment envoltats, els homes d'Ambert es veuen obligats a replegar-se en espera de la columna de Hoche, que ve a socorre'ls.

### Segon dia
El 29, l'exèrcit francès passa el riu. L'avantguarda de Jacques Charles Dubois de Thimville i de Gabriel Jean Joseph Molitor són capturats davant la plana d'Erlenbach, a poc més de mig kilòmetre de Morlautern, i Jean-Jacques Ambert s'ha d'ajudar amb ambdues avantguardes a la plana.
Lazare Hoche reagrupa les seves tropes prop d'Otterberg. L'ala esquerra dels prussians rep diversos atacs dels francesos, però tot i estar bastant aïllada resisteix. La brigada de Simon ataca l'ala dreta dels prussians, i cap al vespre s'agrupa amb la brigada de Nicolas Augustin Paliard. Es fa tard i fosc per continuar la batalla, de manera que la brigada de Simon es retira i camina tota la nit per trobar-se amb Hoche.
Per la seva banda, Alexandre Camille Taponier intenta un atac a Kaiserslautern, però davant una forta resistència, és guanyat al bosc i es veu obligat a retirar-se. Durant la nit els seus homes vigilen i estan en guarda per prevenir una emboscada.

### Tercer dia
Al matí del 30, els canons retronen als dos bàndols i Hoche torna novament als atacs. A l'esquerra, al capdavant de quatre batallons, Molitor quasi té èxit en la presa de Buchberg, però finalment és rebutjat pels prussians. A la dreta la divisió de Huet està pràcticament vençuda. Al centre, les cavalleries franceses i prussianes carreguen successivament sense més ordre o objectiu que aquest, de manera que tots els atacs són desordenats. Veient els seus flancs resistents i superiors, Carles Guillem de Brunsvic uneix les seves línies a Otterberg i Hoche, davant la diferència de condicions del bàndol prussià i saxó, ordenat i superior estratègicament, i el francès, afeblit. decideix abandonar el combat i fugir en retirada.

## Conseqüències
Esgotat, l'exèrcit de Mosel·la es replega, després d'haver perdut uns 3.000 homes. Amb cinc batallons, Jean-Jacques Ambert és l'encarregat de protegir la rereguarda durant la fugida, però el Carles Guillem de Brunsvic renuncia a la persecució. Els francesos van fugir fins al riu Mosel·la.
Tot i la derrota, el general Lazare Hoche va complir el seu objectiu, alliberant el general Coustine de Landau el 28 de desembre de 1973, però va ser severament criticat pel Comitè de Salvació Pública i el 20 de març de 1794 perd el càrrec i és empresonat, per ser sospitós de traïció. Fins a la caiguda de Maximilien de Robespierre no serà alliberat.
Al cap de 10 anys, a la tardor del 1804, l'emperador Napoleó Bonaparte va fer un viatge d'inspecció a les seves tropes. El 5 d'octubre va visitar Morlautern i va estudiar detalladament el territori on s'havia lliurat anys enrere la batalla contra els prussians i els saxons.
El 1893 es va construir a Morlautern, en commemoració de la batalla, la torre anomenada Schlachtenturm.